# Folonko

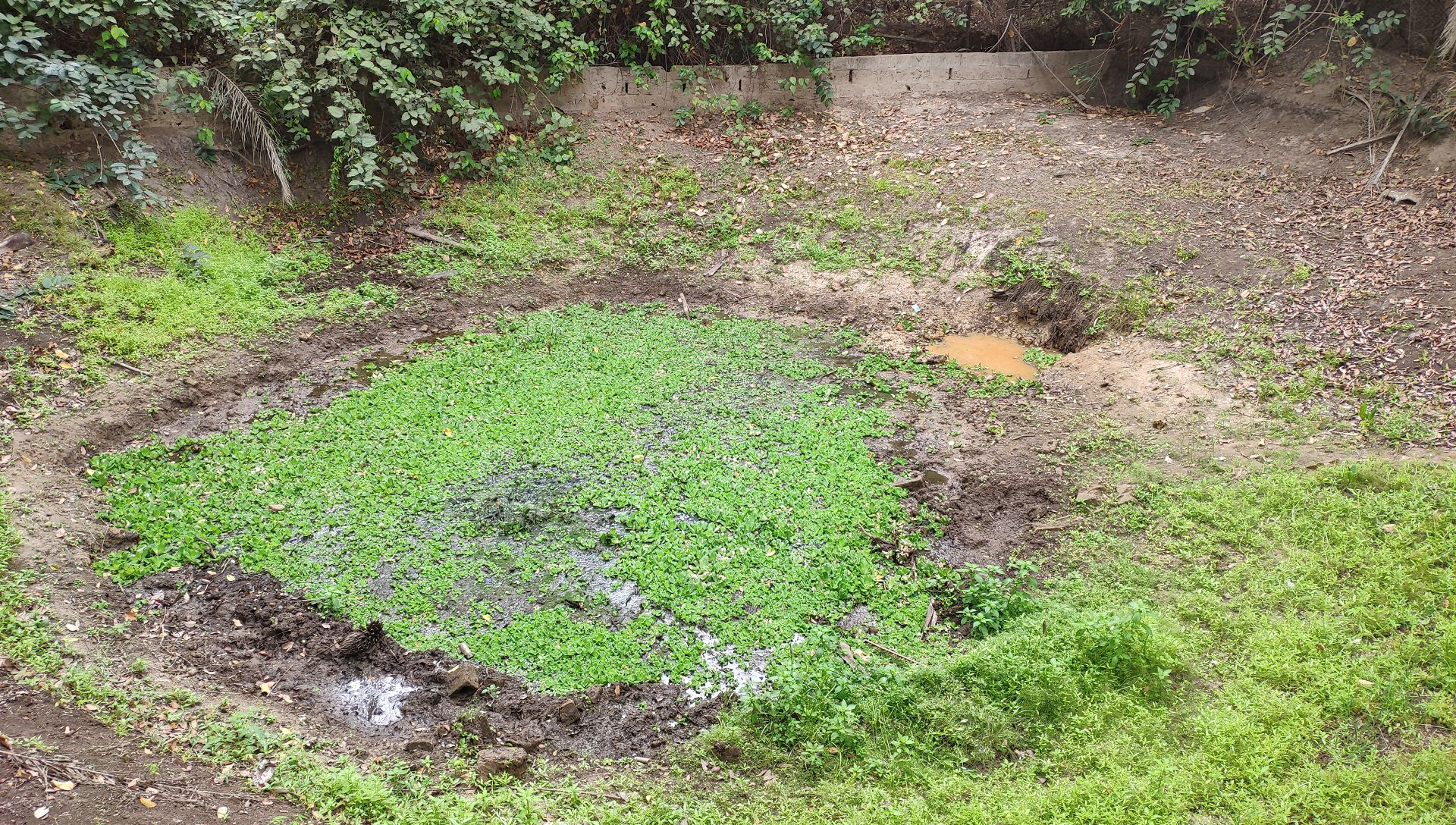
Der Tümpel im Juli 2019.

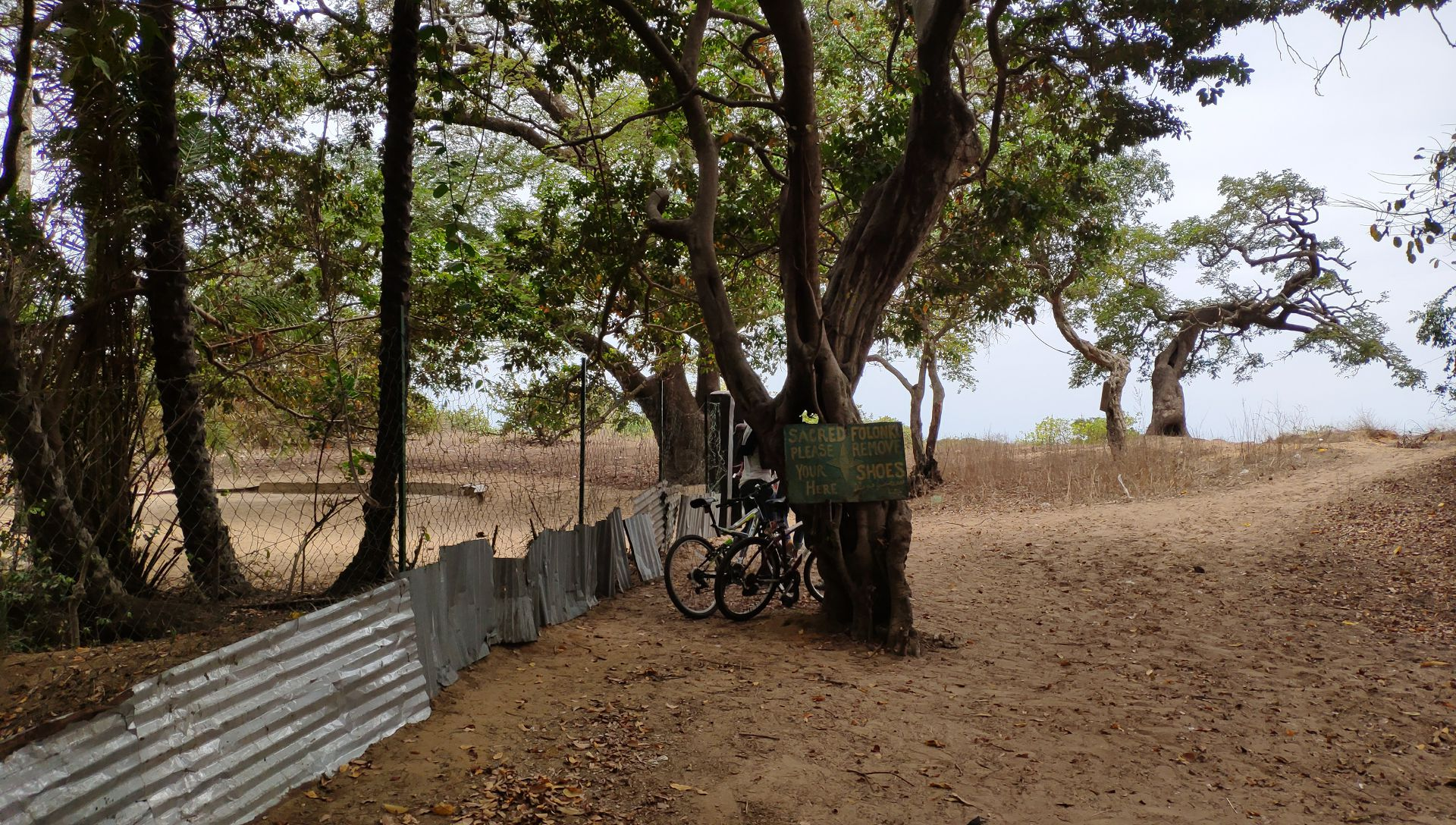
Der Eingang zum Heiligtum. Der Tümpel ist nur wenige Schritte dahinter.

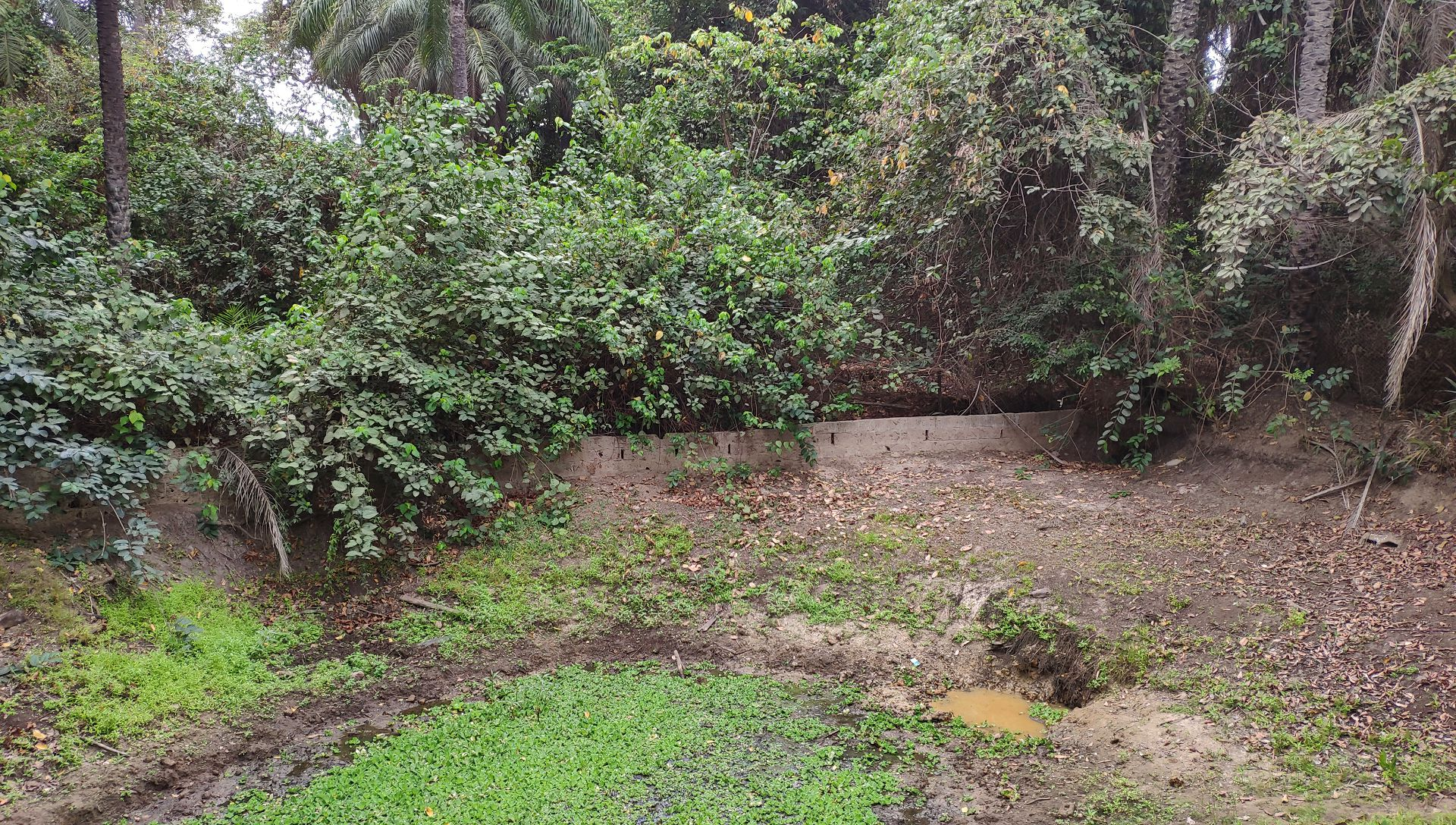
Die Anlage ist schmucklos und wirkt nicht gepflegt.

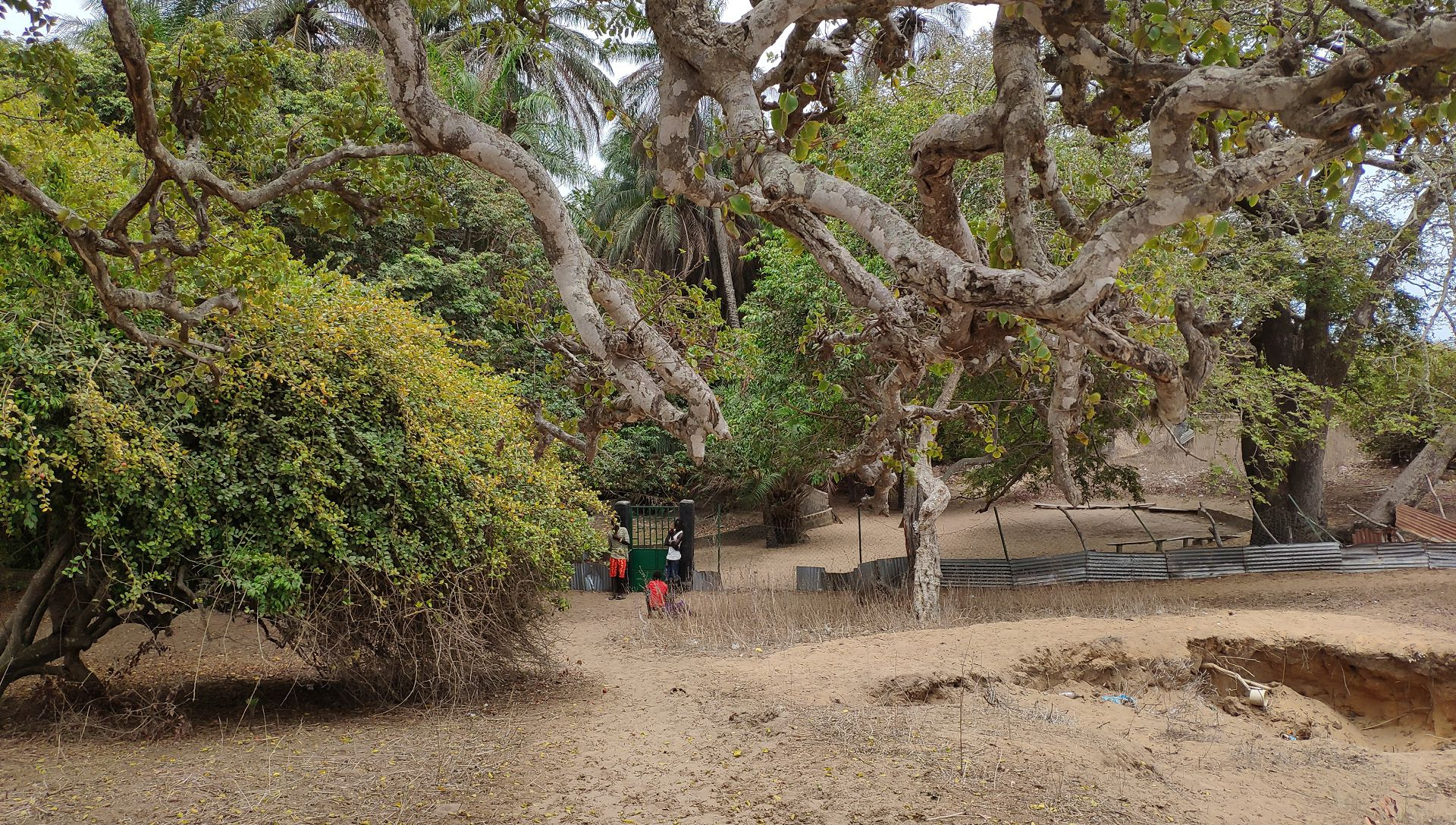
Das gilt auch für die Umgebung.

Folonko oder genauer, das Heilige Krokodilbecken von Folonko (alternative Schreibweise Follonko, auch Folongko), ist eine Kultstätte im westafrikanischen Staat Gambia und liegt im Ort Kartong, in der West Coast Region, Distrikt Kombo South.

## Mythos
Das Tier mit mythologischer Bedeutung in Gambia ist das Krokodil. Es dient als heiliges Tier und Fruchtbarkeitssymbol. So sehen die Westafrikaner zum Beispiel im Vollmond nicht den Mann im Mond, sondern – in der Mandinka-Sprache Bambo genannt – ein Krokodil. In den Dalasi-Banknoten ist dieses Tier als Wasserzeichen eingearbeitet. Auch gibt es ein Sprichwort, in dem es heißt:

„Erblickst du im Fluss ein weißes Krokodil, kriegst du Kinder viel.“

## Das Becken von Folonko
Etwa in der Mitte von Kartong, das ungefähr zehn Kilometer südlich von Gunjur liegt, führt ein etwas über 200 Meter langer Weg weg von der Hauptstraße zu dem Teich, der am Rand einer kleinen Bewaldung liegt. Während der Trockenzeit ist der Wasserstand niedrig, zur Regenzeit kommen die Menschen an diese Kultstätte. Sie glauben, dass das Wasser ihnen Glück und Gesundheit bringt.
Die Anlage Folonko wird von der Familie Jaiteh verwaltet. Der herrschende Geist soll die Tochter von Kachikallly sein.

## Tourismus
Es gibt in Gambia drei bekannte heilige Krokodilbecken, die unter anderem für den Tourismus betrieben werden. Das meistbesuchte ist das Heilige Krokodilbecken von Kachikally. Neben der Anlage von Folonko gibt es noch eine bei Berending. Die Kultstätte hat sich zu einem Erlebnis für die Touristen entwickelt, sie dürfen – sofern sie mutig sind – die Krokodile berühren. Dieses Berühren soll Glück bringen.
2007 wird vom schlechten Zustand des Teichs und der Tiere berichtet. Im Juli 2019 wurde nur noch ein kleiner Tümpel vorgefunden; einige Jugendliche betätigten sich als „Guide“. Ihren Schilderungen zufolge zeige sich das Krokodil sehr selten, vorzugsweise freitags und werde von den Dorfbewohnern mit Fisch ernährt. Aus dem Anschein heraus erscheint es jedoch mehr als unwahrscheinlich, dass noch ein Krokodil vorhanden ist.